# Горбач Феодосій Родіонович
Горба́ч Феодо́сій Родіо́нович (* 1912 — † 29 січня 1945) — гвардії молодший сержант, Герой Радянського Союзу (31.05.1945), командир відділення мотострілецького батальйону 19-ї гвардійської механізованої бригади 8-го гвардійського механізованого корпусу 1-ї гвардійської танкової армії 1-го Білоруського фронту.

## Біографія
Народився в 1912 році в селі Ядути Борзнянського району Чернігівської області в сім'ї селянина. Українець. Освіта — «нижча» (4 класи). Був учнем кравця. У 1932 році вступив у колгосп. В 1934 році призваний на службу в прикордонні війська. Після демобілізації знову працював у колгоспі.
Де був і чим займався Феодосій Горбач в період  німецької окупації Чернігівщини достеменно невідомо. У 1943 році польовим військкоматом Горбач був вдруге призваний в Червону Армію та призначений в 19-ту гвардійську механізовану бригаду 8-го гвардійського механізованого корпусу.
Брав участь у боях на Правобережній Україні. У березні 1944 року під час взяття Коломиї (Проскурівсько-Чернівецька наступальна операція) Горбач був поранений і до літа лікувався в госпіталі. Після повернення в стрій був знову важко поранений у боях на Сандомирському плацдармі.
29 січня 1945 року Феодосій Родіонович Горбач повторив подвиг Олександра Матросова — своїм тілом закрив амбразуру ворожого ДЗОТу під час наступального бою на підступах до селища Нойдорф на північний схід від міста Бомст (зараз — Бабімост, Польща) .
| «Раптово по піхотинцях, що наступали, ударив ворожий крупнокаліберний кулемет. Бійці залягли. Командир відділення Горбач, озирнувшись, побачив дзот — з-під горба між деревами виривалися вогняні сполохи. Використовуючи складки місцевості, він швидко поповз до дзоту. Дві гранати, кинуті ним в амбразуру, лише на якусь мить перервали кулеметний вогонь. До того ж під час кидка другої гранати самого Горбача важко поранила кулеметна черга. І тоді відважний воїн своїм тілом закрив амбразуру дзоту... Ворожий кулемет захлинувся і замовк. Батальйон, натхнений подвигом однополчанина, кинувся вперед і успішно виконав бойове завдання» [2] |
Похований Ф. Р. Горбач в Польщі на березі річки Варти.

## Нагороди
Указом Президії Верховної Ради СРСР від 31 травня 1945 року «за зразкове виконання бойових завдань командування на фронті боротьби з німецько-фашистськими загарбниками і проявлені при цьому винятковий героїзм і самопожертву» гвардії молодшому сержантові Горбачу Феодосію Родіоновичу було присвоєно звання Героя Радянського Союзу (посмертно).

## Вшанування пам'яті
Наказом Міністра оборони СРСР від 29 червня 1966 року Ф. Р. Горбач навічно зарахований до списків особового складу 1-го мотострілецького батальйону 19-ї гвардійської механізованої Лодзинської ордена Леніна, Червонопрапорної, орденів Суворова і Богдана Хмельницького бригади .
У рідному селі Ядути споруджено бронзове погруддя вояка, школа і вулиця носять ім'я Героя Радянського Союзу Феодосія Горбача .